# Caftor

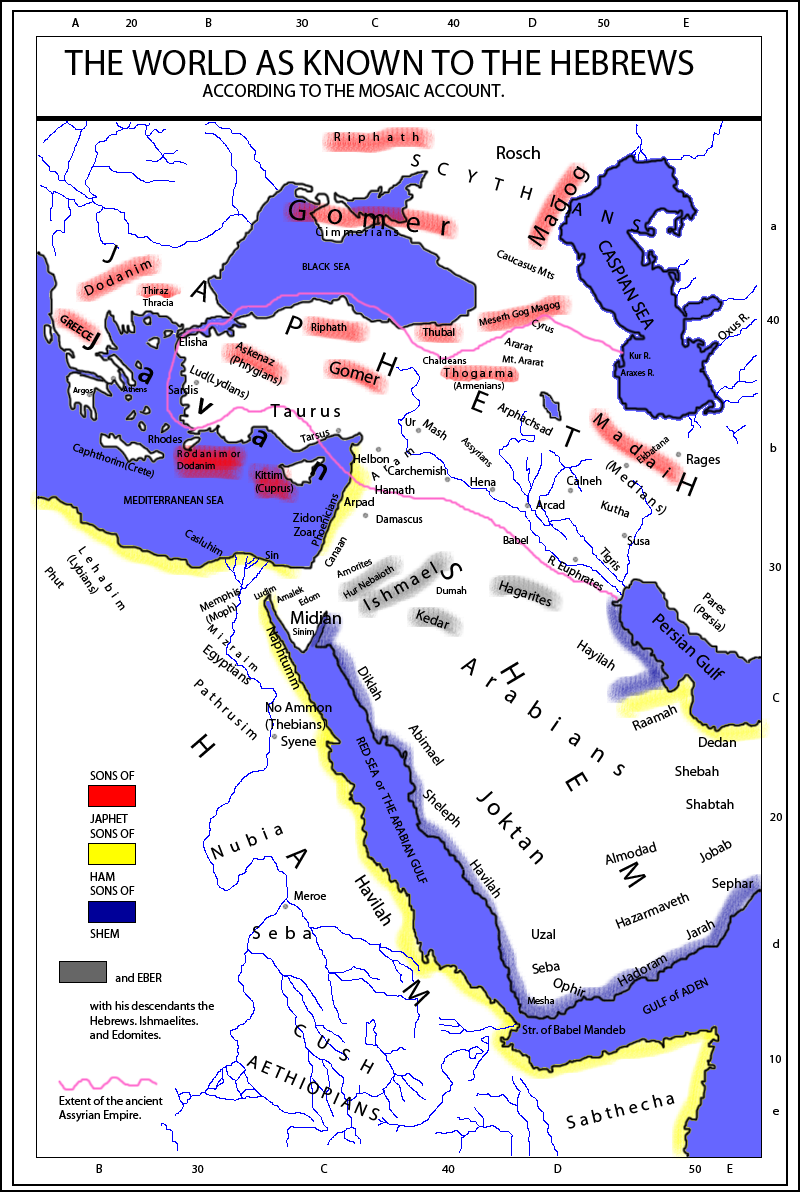
Una de las reconstrucciones de las Generaciones de Noé, situando a los caftorim en la Antigua Creta.

Caftor o Caphtor (en hebreo כפתור) es un lugar mencionado en la Biblia, que es habitado por los llamados caftoritas o caftorim y como una de las descendencias de los antiguos egipcios.  Caftor también se menciona en antiguas inscripciones del Antiguo Egipto, Mari y Ugarit. Las fuentes judías ubicaron a Caftor en la región de Pelusio, aunque las fuentes modernas tienden a asociarlo con Cilicia, Chipre o Creta.

## Identificaciones modernas

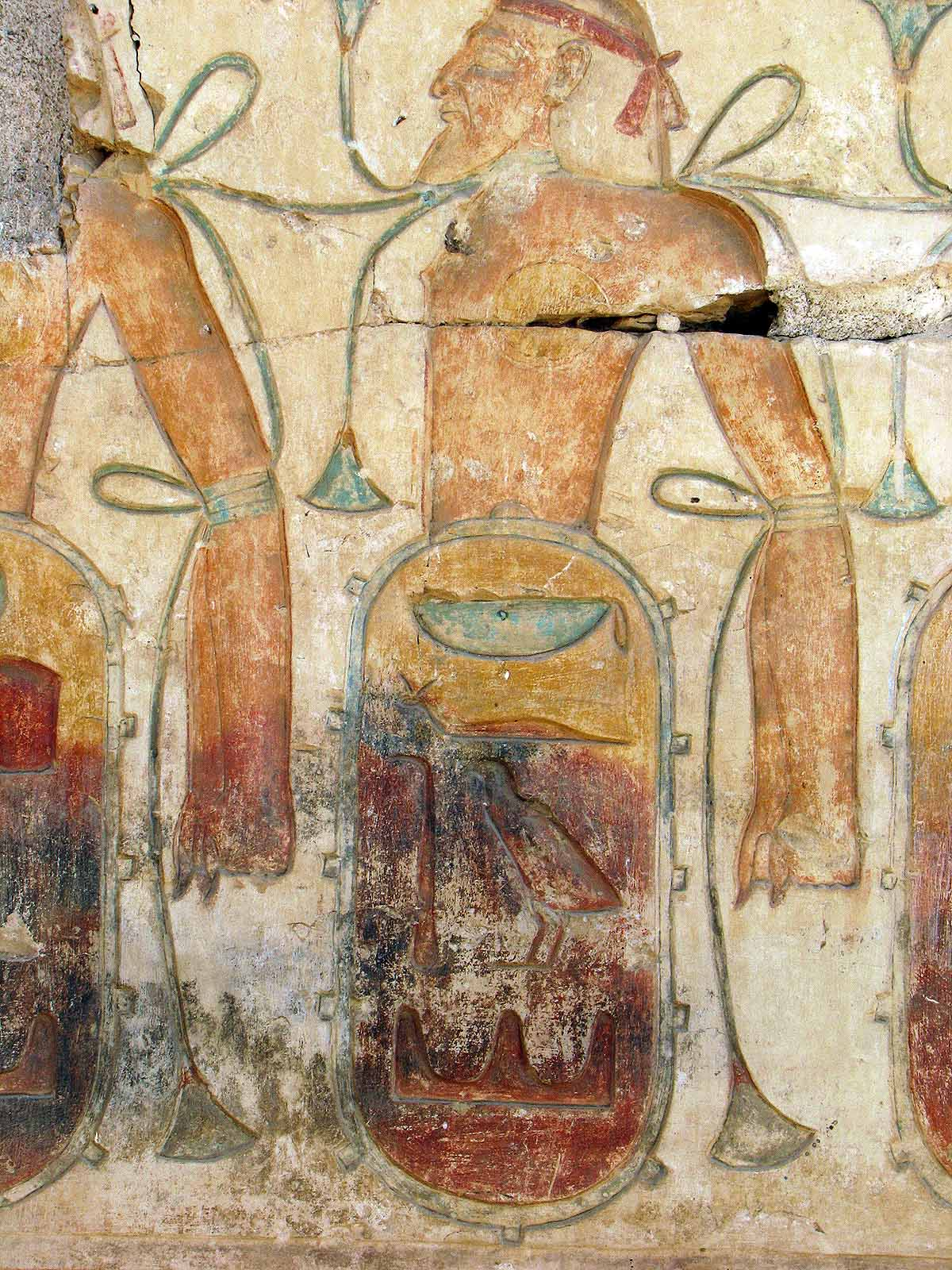
Detalle de un enemigo cautivo con el jeroglífico de Keftiu debajo de él en el templo de Ramsés II en Abydos.